# Torruéllola de la Plana
Torruéllola de la Plana (en aragonés, Torrolluala de la Plana) es una localidad española actualmente perteneciente al municipio de Boltaña, en la provincia de Huesca. Pertenece a la comarca del Sobrarbe, en la comunidad autónoma de Aragón.
Actualmente el pueblo está despoblado, en estado de ruina parcial o avanzada.
- Datos: Q6150949